# Medalla de Honor Militar (Imperio del Japón)
La Medalla de Honor Militar (従軍記章, jūgun kishō) era una condecoración militar por el servicio meritorio al Imperio del Japón, anteriormente otorgada a todo el personal militar que participó en batallas en una guerra. Estas medallas de guerra y los certificados que las acompañan identifican específicamente el conflicto por el que se habrá otorgado la condecoración.
Estas condecoraciones fueron efectivamente abolidas durante la ocupación aliada de Japón en los años de la posguerra (1945-1951). La posible reinstitución de un equivalente moderno se hizo improbable por la adopción de la Constitución de la posguerra de Japón, que niega el derecho del estado a participar en una guerra de agresión; pero la presión política en curso para una enmienda al artículo 9 de la Constitución japonesa hace que esa perspectiva sea marginalmente posible.

## Medallas de Guerra japonesas

### Expedición japonesa a Taiwán (1874)

Cinta de la medalla.

Artículo principal: Expedición japonesa a Taiwán (1874)
La expedición japonesa a Taiwán en 1874 fue en respuesta al Incidente de Mudan de 1871. Cincuenta y cuatro marineros ryukyua naufragados fueron asesinados por aborígenes paiwan en diciembre de 1871 en el sur de Taiwán. Al buscar la restitución de China, Japón llegó a un punto muerto cuando los chinos afirmaron que no eran responsables de las acciones de los aborígenes en un territorio que nominalmente estaba bajo soberanía china.
El gobierno japonés envió una expedición de 3.600 soldados dirigidos por Saigō Tsugumichi en mayo de 1874. Los japoneses obtuvieron una victoria decisiva el 22 de mayo de 1874. Treinta aborígenes murieron o resultaron heridos de muerte, y un gran número heridos. Las bajas japonesas fueron de seis muertos y treinta heridos.
En noviembre de 1874, las fuerzas japonesas se retiraron de Taiwán después de que el gobierno Qing acordara una indemnización de 500.000 taeles.

### Primera guerra sino-japonesa (1894-95)

Cinta de la medalla.

Artículo principal: Primera guerra sino-japonesa
La Primera guerra sino-japonesa, que duró del 1 de agosto de 1894 al 17 de abril de 1895, se libró entre la China de la dinastía Qing y el Japón Meiji, principalmente por el control de Corea. Después de más de seis meses de éxitos continuos del ejército y las fuerzas navales japonesas, así como de la pérdida del puerto chino de Weihai, el gobierno de la dinastía Qing pidió la paz en febrero de 1895.

### Levantamiento de los bóxers (1900)

Cinta de la medalla.

Artículo principal: Levantamiento de los bóxers
El Edicto Imperial n.º 142 fue emitido el 21 de abril de 1901 ordenando una medalla conmemorativa para aquellos que habían participado en el relevo de las legaciones de Beijing durante el levantamiento de los bóxers.

### Guerra ruso-japonesa (1904-05)

Cinta de la medalla.

Artículo principal: Guerra ruso-japonesa
El 31 de marzo de 1906 fue ordenada por el Edicto Imperial n.º 51 una jūgun kishō única en reconocimiento a aquellos que sirvieron en la guerra que ocurrió durante los años 37 y 38 de la era Meiji: Meiji 37-38 (1904-1905). Es conocida comúnmente como la Guerra ruso-japonesa.

Una traducción aproximada del cuerpo del documento explica:
"Se entrega una medalla de honor (jūgun kishō), el 30 de marzo de 1906, a Ernesto Burzagli, Teniente de la Armada Italiana, a solicitud del Ministro Naval de Japón y con la aprobación del Emperador, de conformidad con el Reglamento Relativo a la Medallas en honor a la participación en batallas (1904-05). Con fecha del 1 de abril de 1906 ".
"Después de la revisión de este certificado, [la presentación de la medalla al teniente Bruzagli] se ha registrado en el Cuadro de medallas de honor".
En la parte inferior central del certificado se muestra una imagen del frente de la medalla: banderas cruzadas del Ejército y la Armada a ambos lados del escudo del Crisantemo Imperial arriba y el escudo de la Paulownia Imperial abajo.
Aunque no se desprende claramente del certificado si el teniente Bruzagli participó de hecho en las batallas o si el premio fue honorífico, sabemos por fuentes fotográficas que estaba a bordo de uno de los barcos que contribuyeron al bombardeo y bloqueo naval de Port Arthur en 1904. Estuvo con las fuerzas navales japonesas que ayudaron en la captura de ese objetivo estratégico. Los registros fotográficos también ubican a Burzagli con el séquito del Ministro de Marina japonés visitando la ciudad capturada de Dalny, al norte de Port Arthur en enero de 1905. y con las fuerzas ocupantes japonesas en enero de 1905.

### Primera Guerra Mundial (1914-20)

Cinta de la medalla de 1914-20

Artículo principal: Primero Guerra Mundial
La participación japonesa en la Primera Guerra Mundial fue conmemorada por medallas creadas el 6 de noviembre de 1915 por el Edicto Imperial n.º 203. Se emitieron dos medallas muy similares, una para el servicio en 1914-15 y la otra para el período 1914-20. Si una persona ganaba ambos, solo podía usar la última.

### Medalla de la victoria aliada de la Primera Guerra Mundial

Cinta de la medalla.

Artículo principal: Medalla de la Victoria
Establecida por el Edicto Imperial n.º 406 el 17 de septiembre de 1920, fue una de las series de medallas de la victoria entre aliados creadas y otorgadas por los Aliados después de la Primera Guerra Mundial. Trece naciones en total emitieron una versión de la medalla.

### Medalla del Incidente de China (1931-34)

Cinta de la medalla.

Artículo principal: Incidente de Mukden

### Medalla del Incidente de China (1937-45)

Cinta de la medalla.

Artículo principal: Segunda Guerra sino-japonesa
La medalla del Incidente de China (支那事変従軍記章, Sina jihen jūgun kishō) fue creada por Imperial Edit No. 496 el 27 de julio de 1939; y era entregada por el servicio en China en cualquier momento entre los años 12 y 20 de la era Shōwa: Shōwa 12-20 (1937-1945). Una enmienda fue promulgada por el Edicto Imperial n.º 418 en 1944; y la condecoración fue abolida en 1946 por la ordenanza del gobierno n.º177.
Aunque el gobierno japonés todavía usa "Incidente de China" en documentos formales, los medios en Japón a menudo lo parafrasean con otras expresiones como Incidente de Japón-China (日華事変, Nikka jihen) o (日支事変, Nisshi jihen). China interpreta ahora la palabra Shina como un término despectivo.

### Gran Guerra del Este Asiático (1941-45)

Cinta de la medalla

Artículo principal: Guerra del Pacífico
La medalla de la Gran Guerra del Este Asiático (大東亜戦争従軍記章, Daitōa sensō jūgun kishō) fue creada el 21 de junio de 1944 por el Edicto Imperial n.º 417. Debido a la fecha tardía de la guerra, parece que no se otorgó ninguna a los veteranos. Sin embargo, existen muchas réplicas posteriores.

## Condecorados notables

### Armada
- Tōgō Heihachirō, 1906.[14]
- Ernesto Burzagli, agregado militar italiano, 1906.[15]

### Ejército
- Jeremiah Richard Wasson, agregado militar estadounidense, 1875.[16]
- Kodama Gentarō, 1906.[17]
- Kuroki Tamemoto, 1906.[18]
- Ian Standish Monteith Hamilton, agregado militar de la India británica, 1906.
- John Charles Hoad, agregado militar australiano, 1906.[19]
- Herbert Cyril Thacker, agregado militar canadiense, 1906.[20]
- Granville Roland Fortescue, agregado militar estadounidense, 1906.[21]
- Masanobu Tsuji, 1939.
- Teruo Nakamura, 1974.[22]
- Hirō Onoda, 1974.[23]
- Shoichi Yokoi, 1972.[24]